# Antônio Ernesto Gomes Carneiro
Antônio Ernesto Gomes Carneiro (Serro, 28 de novembro de 1846 - Lapa, 9 de fevereiro de 1894) foi um militar brasileiro, com participação na Guerra do Paraguai e na Revolução Federalista.

## Biografia
Nasceu em Serro, Minas Gerais, em 28 de novembro de 1846, onde iniciou seus estudos, os quais deu seguimento no Seminário de Diamantina e em Curvelo.
Em 1864 cursava Humanidades, no mosteiro dos Beneditinos, no Rio de Janeiro, quando eclodiu a Guerra do Paraguai, decidindo então alistar-se como soldado, no Primeiro Corpo de Voluntários da Pátria.
Na guerra conquistou a graduação de Primeiro Sargento e Alferes, por bravura. Foi ferido três vezes em combate (Estero Bellaco, Piquissiri e Lomas Valentinas). Mal se restabelecia e já se apresentava para nova missão.
Após o final do conflito, matriculou-se na Escola Militar, em 1872, tendo atingido as seguintes promoções militares:
- Tenente em 1875;
- Capitão em 1877;
- Major em 1887;
- Tenente-coronel em 1890;
- Coronel em 1892.

Em 1881 acompanhou o Imperador D. Pedro II em sua viagem a Minas Gerais.
Chefiou a Comissão Construtora de Linhas Telegráficas na "Marcha para o Oeste", de 1890 a 1892, tornando-se o responsável pelo recrutamento do então tenente Cândido Rondon.

## Revolução Federalista
Convocado para a região sul durante a Revolução Federalista, foi nomeado comandante do 5º Distrito Militar, mas depois por ordens de Floriano Peixoto passou o comando para o Marechal Pego Junior. Carneiro conhecia Pego por suas ideias monarquistas e temeu que este se unisse aos revoltosos, mas isso não ocorreu. Por outro lado, Pego Junior e Vicente Machado, então governador do Paraná, fugiram do estado covardemente e suas tropas,  que contavam com mais de mil homens, ficaram desorientadas, acabaram por desertar ou perder-se na fuga. O Paraná e a capital Curitiba estavam sem exército e governantes, só a Lapa estava guarnecida, Carneiro e suas tropas foram cercados na cidade, em um dos mais célebres episódios da vida militar brasileira, conhecido como Cerco da Lapa.

### Cerco da Lapa

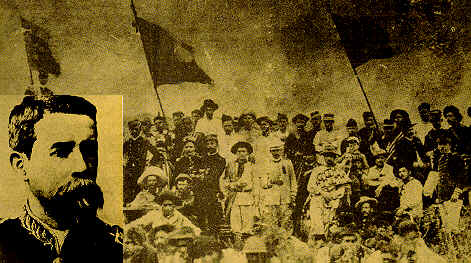
O Coronel Gomes Carneiro e os Heróis do cerco da Lapa.

Foram vinte e seis dias de resistência, com um efetivo militar de 639 praças e patriotas (civis voluntários). Eles foram cercados por três mil homens comandados por Gumercindo Saraiva. A capitulação ocorreu após a morte de Carneiro e pela falta de comida e de munição. A resistência definiu o vencedor, pois atrasou o avanço dos federalistas e permitiu que as tropas legalistas se organizassem e posteriormente derrotassem os revoltosos.
O então Coronel Gomes Carneiro foi ferido, morrendo dois dias depois, em 9 de fevereiro de 1894, ainda dando ordens. Um dia antes, sem o saber, fora promovido a General de Brigada, por bravura. Seus restos mortais se encontram no Panteão dos Heróis, na cidade de Lapa, junto com todos os combatentes, que morreram no cerco ou posteriormente.

## Homenagens
Em sua homenagem foram batizados como " General Carneiro" um município no Paraná e outro no Mato Grosso. Em logradouros públicos, Gomes Carneiro foi homenageado, com deu nome dado a uma avenida de Sorocaba, em São Paulo,a uma rua na Zona Sul do Rio de Janeiro e outra na cidade de Santa Maria (Rio Grande do Sul) .

## Personagem histórica
Na obra O Triste Fim de Policarpo Quaresma, o escritor Lima Barreto abandona momentaneamente a ficção e lhe faz um insuspeito elogio:
... só a Lapa resistia tenazmente, uma das poucas páginas dignas e limpas de todo aquele enxurro de paixões. A pequena cidade tinha dentro de suas trincheiras o Coronel Gomes Carneiro, uma energia, uma vontade, verdadeiramente isso, porque era sereno, confiante e justo. Não se desmanchou em violências de apavorado e soube tornar verdade a gasta frase grandiloquente: resistir até a morte.
Ao saber da queda da Lapa, Marechal Floriano Peixoto exclamou: "Se a Lapa caiu, Gomes Carneiro morreu!"

Foi, por seu valor inconteste, designado Patrono do Sétimo Regimento de Infantaria, na cidade rio-grandense de Santa Maria, uma das maiores e mais famosas unidades do Exército Brasileiro.